# Azneftyağ Baku FK
El Azneftyağ Baku FK (en azerí: Azneftyağ Baku Futbol Klubu) fue un equipo de fútbol de Azerbaiyán que jugó en la Liga Premier de Azerbaiyán, la primera categoría nacional.

## Historia
Fue fundado en el año 1991 en la capital Bakú con el nombre Taraggi Baku, y participó en la última temporada de la Segunda Liga Soviética hasta la disolución de la Unión Soviética.
Sería uno de los equipos fundadores de la Liga Premier de Azerbaiyán en 1992 donde finalizó en el lugar 11. Al año siguiente pasa a llamarse Azneftyag Baku y descendería de categoría al terminar en el lugar 19.
En la temporada 1993/94 el Azneftyag participó en la Primera División de Azerbaiyán, ocupando el 1er lugar en el grupo "A" y nuevamente obteniendo el derecho a jugar en la primera división, pero perdería el playoff de ascenso y desapareció.

## Palmarés
- Primera División de Azerbaiyán: 1

1993/94

## Temporadas
| Temporada | Liga | Liga | Liga | Liga | Liga | Liga | Liga | Liga | Liga | Copa          | Goleador                         | Goleador |
| Temporada | Div. | Pos. | J    | G    | E    | P    | GF   | GC   | PTS  | Copa          | Nombre                           | Goles    |
| --------- | ---- | ---- | ---- | ---- | ---- | ---- | ---- | ---- | ---- | ------------- | -------------------------------- | -------- |
| 1992      | 1    | 11   | 36   | 13   | 6    | 17   | 39   | 49   | 32   | Semifinales   | Samir A. Məmmədov Kamil Bayramov | 7        |
| 1993      | 1    | 19   | 18   | 3    | 2    | 13   | 12   | 33   | 8    | Segunda ronda | Taleh Məmmədov                   | 4        |
| 1993–94   | 2    | 1    | 18   | 11   | 4    | 3    | 37   | 17   | 26   | 1/8           |                                  |          |